# Infarto intestinale

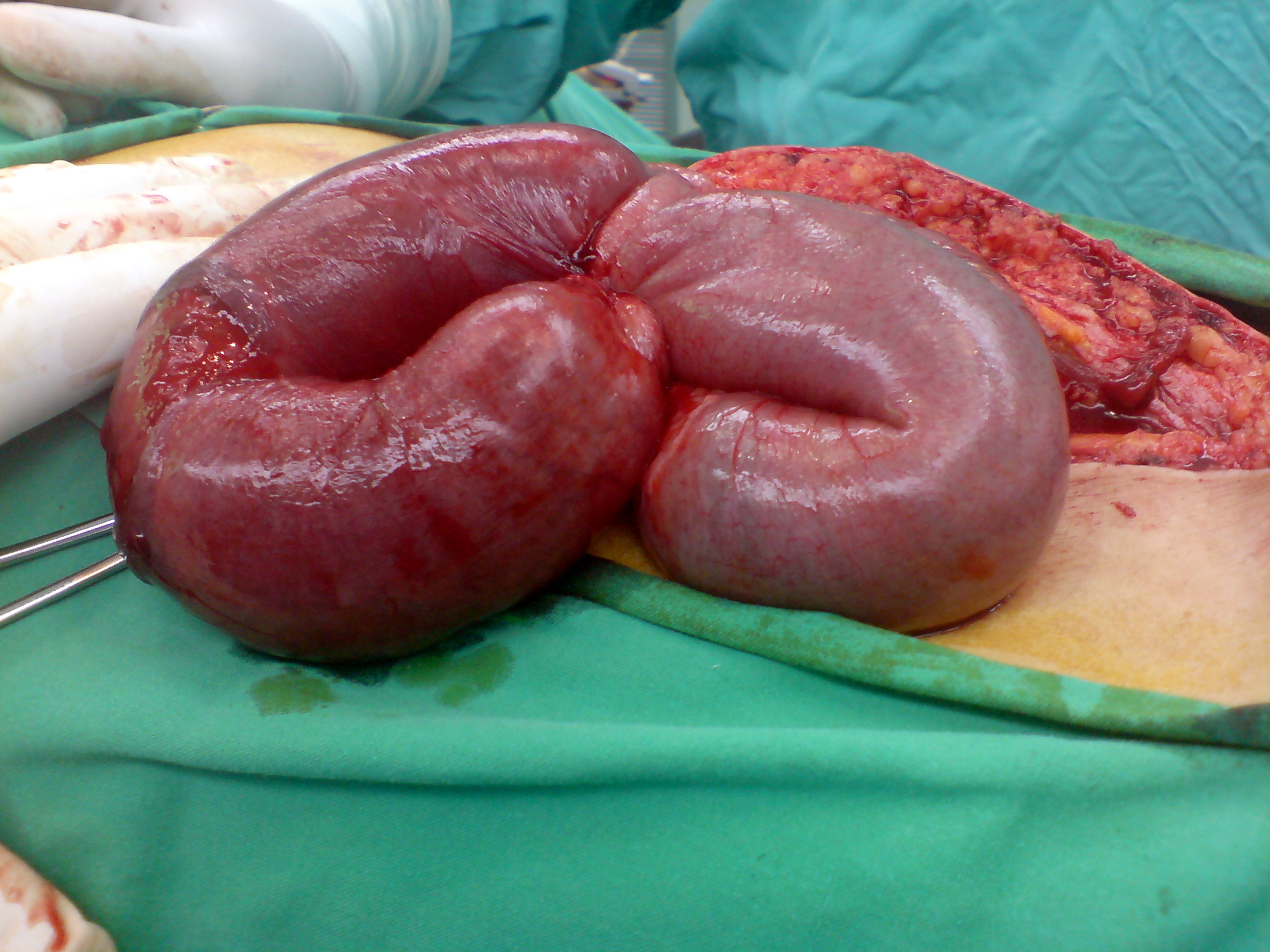
Ostruzione intestinale, con volvolo e pareti intestinali tese per la tensione interna dei gas

L'infarto intestinale è la necrosi di un tratto di intestino provocata da un'insufficienza acuta della perfusione o da una occlusione, totale o parziale, acuta o cronica, delle arterie o vene mesenteriche. Si distingue un infarto intestinale del tenue, in cui possono essere affetti un segmento del tenue, più segmenti anche discontinui, l'intero tenue, il tenue ed il colon destro, ed un infarto intestinale colico, in cui è affetto il colon discendente, il colon discendente ed il sigma, il solo sigma.

## Sintomatologia
L'infarto intestinale si manifesta con il quadro cosiddetto di addome acuto, caratterizzato da violenti dolori addominali, vomito, diarrea sanguinolenta. Vi è uno stato di shock profondo, caduta della pressione arteriosa o polso accelerato. All'esame clinico, l'addome si presenta discretamente globoso e fortemente dolorante.

## Diagnostica
L'infarto intestinale rappresenta l'1-2% delle cause di addome acuto. Un'anamnesi positiva per precedenti cardiovascolari orienta verso tale diagnosi; nei rimanenti casi sono necessarie indagini strumentali.  L'esame radiologico diretto dell'addome offre reperti aspecifici, quali l'ileo riflesso spastico, l'ileo riflesso ipotonico o l'ileo paralitico, perché presenti tuttavia in altre patologie. L'ecografia è di scarso ausilio, per il dolore evocato alla pressione della sonda sull'addome e per il diffuso meteorismo. La risonanza magnetica individua con facilità le anse affette, che si presentano iperintense, ed il fluido libero contiguo ad esse, ma, ad oggi, non è di diffuso utilizzo in pronto soccorso. L'angiografia, un tempo unica indagine di ausilio per la diagnosi, oggi è limitata nel suo uso alla sola terapia tromboembolitica. La TC, condotta prima e dopo perfusione di mezzo di contrasto endovena, è l'indagine più indicata, per escludere altre cause di addome acuto e per confermare il sospetto clinico di infarto intestinale, documentando l'alterato trofismo delle anse colpite.

## Terapia

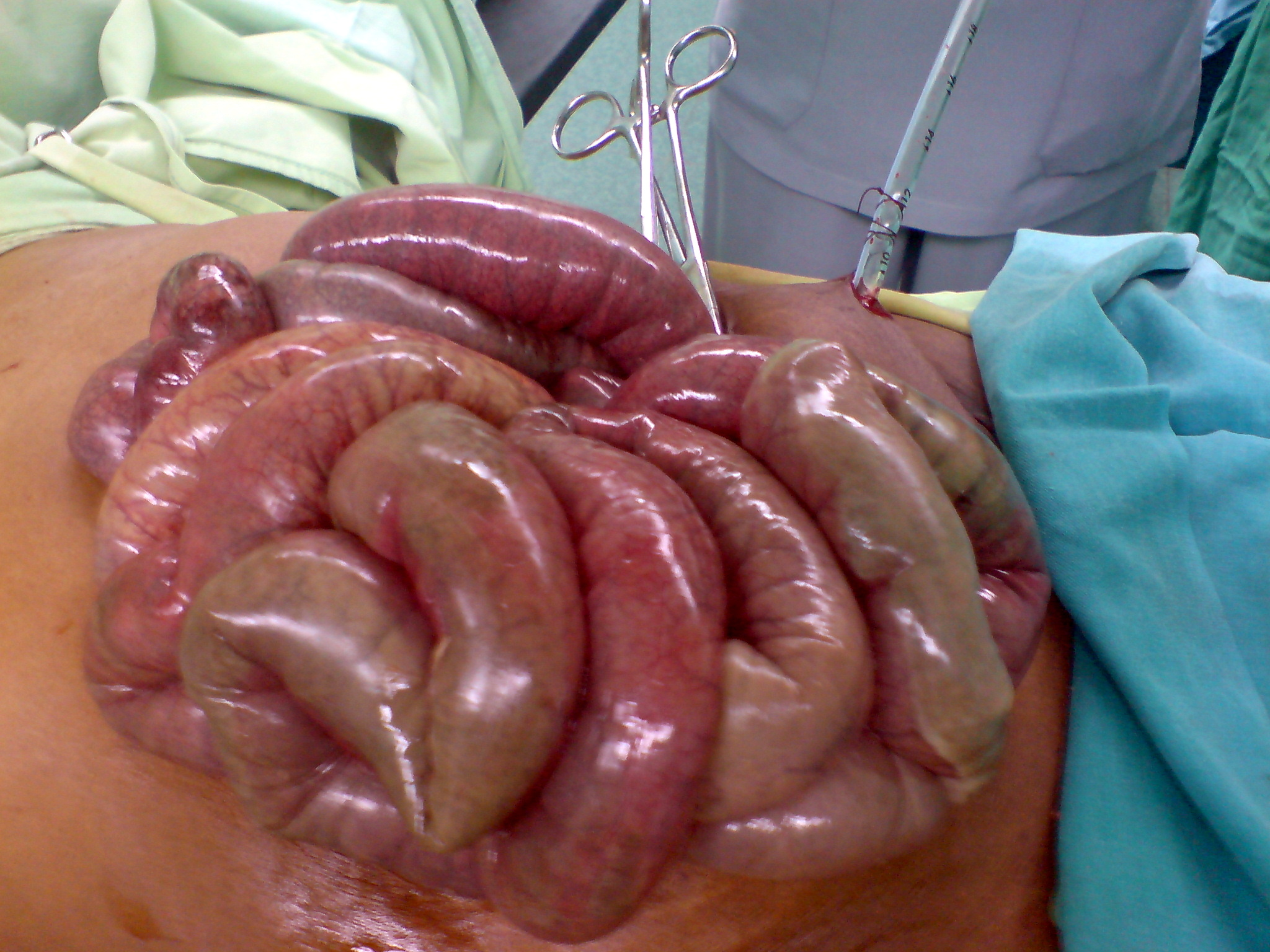
Intervento chirurgico su un infarto intestinale, che si può notare nelle sezioni più scure del viscere

Nell'infarto intestinale del tenue, la diagnosi deve essere quanto più possibile precoce. Se determinato da una occlusione vascolare mesenterica è possibile un efficace trattamento anticoagulante e trombolitico, mentre se determinato da insufficiente apporto vascolare, deve essere ristabilito tempestivamente un adeguato volume ematico e tono pressorio. Se la diagnosi è più tardiva, oltre le 6-8 ore, si impone l'intervento chirurgico. Alla apertura della cavità peritoneale, il chirurgo ricerca le anse affette; esse, in dipendenza dal tempo trascorso dall'insulto vascolare, sono virate di colore dal consueto roseo al violaceo o nerastro, ed il fluido libero contiguo può essere sieroso fino a francamente ematico.Il chirurgo ripristina la pervietà dei vasi mesenterici e valuta l'estensione del tratto intestinale affetto da resecare. 
Nell'infarto intestinale colico, per la presenza di validi circoli vascolari collaterali, raramente si impone un trattamento chirurgico. Più frequentemente, infatti, dall'episodio acuto si transita verso una fase subacuta e cronica, nella quale residua un modico ispessimento del tratto affetto.